# بخش مولوز
بخش مولوز (به فرانسوی: Arrondissement de Mulhouse) یک بخش در فرانسه است که در او-رن واقع شده‌است.